# Déznaláz

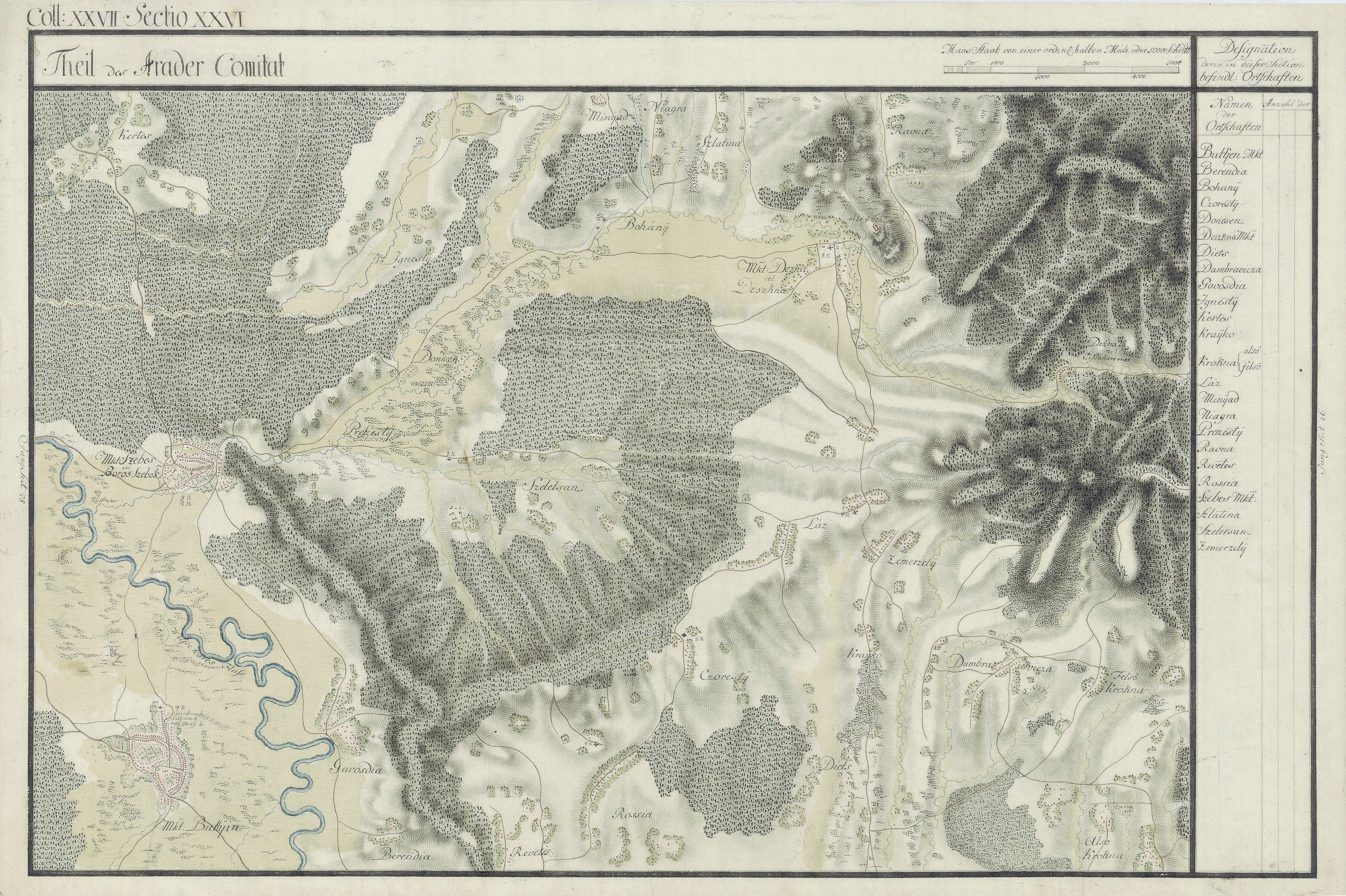
Déznaláz egy régi térképen

Déznaláz, románul: Laz, település Romániában, a Partiumban, Arad megyében.

## Fekvése
Déznától délre, Borossebestől keletre fekvő település.

## Története
Déznaláz, Láz nevét 1553–1561 között említette először oklevél Nagy Lasz, Kis Laz néven. 1746-ban Láz, 1808-ban Láz ~ Laáz, 1913-ban Déznaláz néven írták.
1851-ben Fényes Elek írta Lázról: „Láz, Arad vármegyében, 17 katholikus, 428 óhitü lakossal, s anyatemplommal.”
1910-ben 565 lakosából 551 román, 2 magyar volt. Ebből 562 görögkatolikus ortodox volt.
A trianoni békeszerződés előtt Arad vármegye Borossebesi járásához tartozott.